# Charenton, Louisiana
Charenton, Louisiana (енгл. Charenton) насељено је место без административног статуса у америчкој савезној држави Луизијана.

## Демографија
По попису из 2010. године број становника је 1.903, што је 41 (-2,1%) становника мање него 2000. године.
| Група             | 2000.       | 2010.       |
| Белци             | 883 (45,4%) | 839 (44,1%) |
| Афроамериканци    | 704 (36,2%) | 613 (32,2%) |
| Азијати           | 7 (0,4%)    | 0 (0,0%)    |
| Хиспаноамериканци | 23 (1,2%)   | 19 (1,0%)   |
| Укупно            | 1.944       | 1.903       |